# 潞州
潞州，中国南北朝时设置的州。
北周宣政元年（578年）置，治所在襄垣县（今山西省襄垣县北）。隋朝开皇时时移治壶关县（今山西省壶关县东南），唐朝时移治上党县（今山西省长治市）。辖境约当今山西省长治、武乡、襄垣、沁县、黎城、屯留、平顺、长子、壶关及河北省涉县等市县。
北宋崇宁三年（1104年）升为隆德府。金朝时又为潞州。元朝初年，又改为隆德府，太宗三年（1231年）再改为潞州。
明朝嘉靖三年（1524年）陳卿在潞州的青羊山起義，嘉靖七年（1528年）被鎮壓。嘉靖八年（1529年）二月二十八日朝廷依在潞州料處後事的兵科都給事中夏言意見升潞州為潞安府。同時割去壶关十里、潞城十六里、黎城五里於青羊里置平順縣。
| 隋代行政区划变遷 | 隋代行政区划变遷            | 隋代行政区划变遷   | 隋代行政区划变遷 | 隋代行政区划变遷 | 隋代行政区划变遷                                                  |
| 区划             | 開皇元年                    | 開皇元年           | 開皇元年         | 区划             | 大業3年                                                           |
| ---------------- | --------------------------- | ------------------ | ---------------- | ---------------- | ----------------------------------------------------------------- |
| 州               | 潞州                        | 潞州               | 晋州             | 郡               | 上党郡                                                            |
| 郡               | 上党郡                      | 乡郡               | 義寧郡           | 县               | 上党县 襄垣县 長子县 黎城县 乡县 铜鞮县 沁源县 涉县 潞城县 屯留县 |
| 县               | 壶关县 襄垣县 寄氏县 刈陵县 | 乡县 铜鞮县 陽城县 | 沁源县 義寧县    | 县               | 上党县 襄垣县 長子县 黎城县 乡县 铜鞮县 沁源县 涉县 潞城县 屯留县 |

| 唐朝潞州辖县 | 唐朝潞州辖县                                                                                             |
| ------------ | --- |
| 618年        | 上党县、长子县、屯留县、潞城县（襄垣县、黎城县、涉县、乡县改属韩州）                                     |
| 621年        | 上党县、长子县、屯留县、潞城县（新设壶关县）                                                             |
| 622年        | 上党县、长子县、屯留县、潞城县、壶关县                                                                   |
| 643年        | 上党县、长子县、屯留县、潞城县、壶关县（襄垣县、黎城县、涉县、乡县、铜鞮县来属）                         |
| 655年        | 上党县、长子县、屯留县、潞城县、壶关县、襄垣县、黎城县、涉县、乡县（铜鞮县改属沁州）                     |
| 659年        | 上党县、长子县、屯留县、潞城县、壶关县、襄垣县、黎城县、涉县、乡县（铜鞮县来属）                         |
| 690年        | 上党县、长子县、屯留县、潞城县、壶关县、襄垣县、黎城县、涉县、乡县（改为武乡县）、铜鞮县                 |
| 705年        | 上党县、长子县、屯留县、潞城县、壶关县、襄垣县、黎城县、涉县、武乡县（改为乡县）、铜鞮县                 |
| 705年        | 上党县、长子县、屯留县、潞城县、壶关县、襄垣县、黎城县、涉县、乡县（改为武乡县）、铜鞮县                 |
| 905年        | 上党县、长子县、屯留县、潞城县（改为潞子县）、壶关县、襄垣县、黎城县（改为黎亭县）、涉县、武乡县、铜鞮县 |

## 刺史
| 唐朝潞州刺史 - 王行敏（618年—619年） - 郭子武（619年—620年） - 王行敏（620年） - 李袭誉（620年） - 黄君汉（625年） - 崔义深（627年之前） - 李安远（贞观初年） - 李元嘉（632年—638年） - 李元懿（贞观年间） - 李元礼（653年—671年） - 贺拔正（678年） - 杨思止（唐高宗时） - 魏叔瑜（唐高宗、武后时） - 李嗣真（689年—692年） - 李玄挺（武后时） - 郑固忠（武后时） - 袁诲己（唐中宗时） - 刘怀一（709年） - 赵彦昭（710年） - 姚崇（唐睿宗时） - 陈正观（开元初年） - 王光辅（开元前期） - 李濬（718年—719年） - 李怀让（724年之前） - 高惩（726年） - 韦虚心（727年—728年） - 崔日知（728年） - 姚晠（728年—729年） - 皇甫翼（开元年间） - 宋鼎（735年） - 李植（737年） - 宋鼎（739年） - 王某（唐玄宗时） - 申屠儒 - 李参 - 上党郡太守 | - 王思礼（758年—759年） - 张海（唐肃宗时） - 李抱玉（762年—777年） - 李抱真（777年—794年） - 李謜（794年—799年，遥领） - 王虔休（794年—799年） - 李元淳（799年—804年） - 卢从史（804年—810年） - 孟元阳（810年—811年） - 郗士美（811年—817年） - 辛秘（817年—820年） - 李愬（820年） - 刘悟（820年—825年） - 刘从谏（825年—843年） - 刘稹（843年—844年） - 卢钧（844年—845年） - 王镇（846年） - 李执方（847年—848年） - 薛元赏（849年—852年） - 郑涓（852年—855年） - 韦博（855年—856年） - 毕諴（856年—857年） - 裴休（857年—859年） - 唐持（860年—861年） - 刘潼（862年—863年） - 沈询（863年） - 李蠙（864年—866年） - 卢某（868年—870年） - 高湜（872年—873年） - 高湜（874年—875年） - 曹翔（875年—877年） - 李钧（877年—878年） - 高浔（879年—881年） - 孟方立（881年—883年） - 祁审诲（881年） - 王徽（881年，未就任） - 郑昌图（882年） - 李殷锐（882年—883年） | - 安文祐（883年） - 李克修（883年—890年） - 李克恭（890年） - 安居受（890年） - 冯霸（890年） - 朱崇节（890年） - 孙揆（890年，未任） - 葛从周（890年） - 康君立（890年—894年） - 薛志勤（894年—898年） - 李罕之（898年—899年） - 丁会（899年） - 贺德伦（899年） - 孟迁（899年—901年） - 丁会（901年—906年） - 李嗣昭（906年—922年） |